# St. Peter (Wildeshausen)

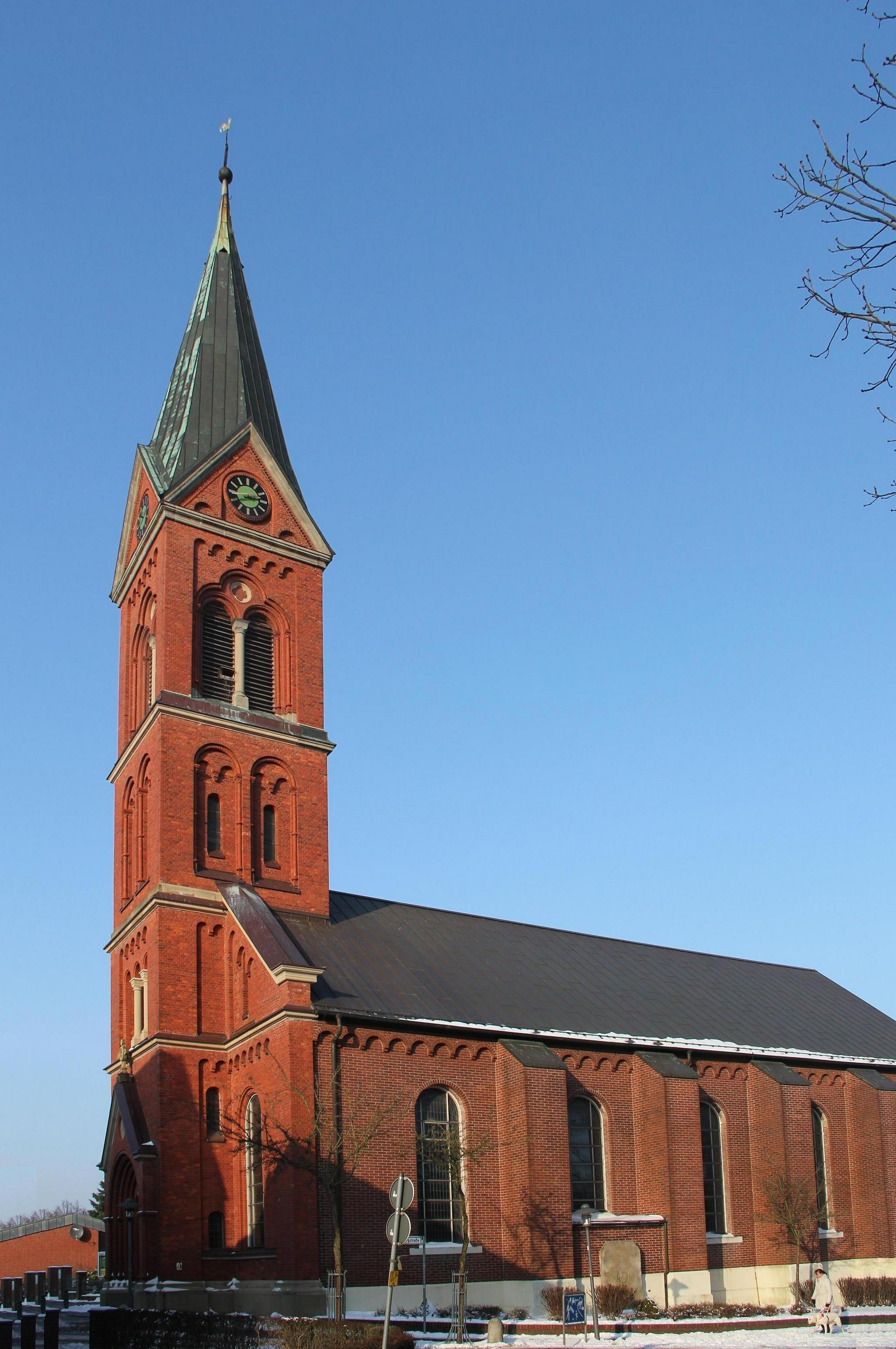
St. Peter, Ansicht von Südwesten

St. Peter in Wildeshausen ist die Pfarrkirche der katholischen Kirchengemeinde St. Peter Wildeshausen, die dem Dekanat Vechta des Bistums Münster angehört.

## Baugeschichte und Beschreibung
Die Katholiken in Wildeshausen errichteten 1810–1811 erstmals ein eigenes Kirchengebäude. Allerdings zeigten sich schon bald Schäden aufgrund von Konstruktionsfehlern. Nachdem Nachbesserungen im Jahr 1820 keine Abhilfe gebracht hatten, wurde die Kirche wegen Einsturzgefahr abgerissen.
1823 bis 1824 wurde durch Heinrich Carl Slevogt auf den Fundamenten des Vorgängerbaus eine neue Kirche errichtet. Diese hatte einen rechteckigen Grundriss, halbkreisförmig geschlossene Fenster, ein auf der Ostseite abgewalmtes Dach und einen Dachreiter.
1901 bis 1902 wurde durch Heinrich Flügel ein neuromanischer Kirchturm an der Westseite angebaut. 1951 wurde die Kirche unter Beibehaltung des Turms umgestaltet.

## Ausstattung
Aus der Zeit vor dem Kirchenbau stammen eine barocke Madonna aus dem ersten Viertel des 18. Jahrhunderts, die wahrscheinlich von Wilhelm Heinrich Kocks gefertigt wurde, sowie eine Pietà aus dem 18. Jahrhundert.

## Orgel
Die Orgel wurde 1967 von der Firma Alfred Führer Orgelbau erbaut. Das Schleifladen-Instrument hat 19 Register auf zwei Manualen und Pedal. Die Spiel- und Registertrakturen sind mechanisch.
| I Hauptwerk C–g3 |            |        |
| 1.               | Prinzipal  | 08′    |
| 2.               | Rohrflöte  | 08′    |
| 3.               | Oktave     | 04′    |
| 4.               | Nasat 0    | 02 ⁄3′ |
| 5.               | Flachflöte | 02′    |
| 6.               | Mixur IV   | 01 ⁄3′ |
| 7.               | Trompete   | 08′    |

| II Rückpositiv C–g3 |                     |         |
| 8.                  | Metallgedackt       | 08′     |
| 9.                  | Blockflöte          | 04′     |
| 10.                 | Prinzipal           | 02′     |
| 11.                 | Kornett III (ab f0) | 03 1⁄5′ |
| 12.                 | Scharff III 0       | 02⁄3′   |
| 13.                 | Trompetenregal      | 08′     |
|                     | Tremulant           |         |

| Pedal C–f1 |            |         |
| 14.        | Subbass    | 16′     |
| 15.        | Oktavbaß   | 08′     |
| 16.        | Gedacktbaß | 08′     |
| 17.        | Quintade   | 04′     |
| 18.        | Zink III   | 05 1⁄3′ |
| 19.        | Posaune    | 16′     |

- Koppeln: II/I, I/P, II/P.

## Glocken
Die Kirche in Wildeshausen erhielt in den Jahren 1902 und 1923/25 Glocken der Glockengießerei Otto, die aber in den beiden Weltkriegen beschlagnahmt und eingeschmolzen wurden. Nach dem Ende des Zweiten Weltkrieges gossen die Ottos im Jahr 1947 zwei Glocken mit den Schlagtönen fis′ und h′, Durchmesser 1105 mm und 828 mm.